# Covisoc
La Commissione di Vigilanza sulle Società di Calcio Professionistiche, nota con l'acronimo Covisoc, è un organo interno alla Federazione Italiana Giuoco Calcio.
Istituita dall'art. 78 delle Norme Organizzative Interne Federali (NOIF) della FIGC, la commissione è preposta al monitoraggio della situazione economico-finanziaria delle società calcistiche, ai sensi della legge n. 91/1981, ed ha poteri consultivi, di controllo e di proposta.
È formata da un presidente e da quattro componenti nominati a maggioranza qualificata dal Consiglio Federale, in possesso dei requisiti di cui all’art. 36, comma 3 dello Statuto federale.
Il mandato dei componenti della Co.Vi.So.C. ha durata quadriennale ed è rinnovabile per non più di due volte.